# Enbekshikazakh (distrito)
Enbekshikazakh (em cazaque:  Еңбекшіқазақ ауданы, Eńbekshiqazaq aýdany) é um distrito da Almaty (região) no Cazaquistão. O centro administrativo do distrito é a vila de Esik. População: 278 538 (2013 estimativa); 257,506 (Resultados do Censo 2009); 202,659 (Resultados do Censo de 1999).

## Pessoas notáveis
- Quddus Khojamyarov (1918–1994), compositor